# Мауро Равнић
Мауро Равнић (Ријека, 29. новембар 1959) бивши је југословенски и хрватски фудбалер, који је играо на позицији голмана.

## Каријера

### Клуб
Рођен је у Ријеци, 29. новембра 1959. године. Фудбалску каријеру је започео у Ријеци, професионално је дебитовао са 18 година и бранио на преко 200 званичних утакмица. У иностранство је отишао 1988. године, потписавши уговор са шпанским Реал Ваљадолидом који је тада играо у Ла лиги. Са клубом је стигао до финала Купа Краља већ у првој сезони, када су поражени од Реала из Мадрида минималним резултатом 1:0.
Када је напунио 32 године потписао је уговор са друголигашем УЕ Љеидом. Помогао је клубу да се врати у Прву лигу након 43-годишњег одсуства, а освојио је награду за најбољег голмана Трофеј Рикардо Замора (само 20 примљених голова на свих 38 утакмица).
Након играчке каријере радио је у Ваљадолиду као тренер голмана и потом се вратио у Љеиду као координатор за млађе категорије. Био је тренер каталонских нижеразредних клубова АЕ Прат и Бенавент. Године 2010. Равнић је постављен за тренера новоформираног клуба Аско, који се такмичио у шпанском четвртом рангу такмичења.

### Репрезентација
У дресу репрезентације Југославије одиграо је шест утакмица. Дебитовао је 1986. на мечу против Турске у Сплиту (победа 4:0), а последњи меч је играо 1987. против Енглеске у Београду (пораз 1:4), када је примио четири гола и већ у полувремену замењен. Уместо њега друго полувреме је бранио Владан Радача, а поред Марка Елснера био је проглашен за једног од криваца за пораз од Енглеза.

## Успеси
- Ријека
  - Куп Југославије (2): 1978, 1979.
  - Балкански куп (1): 1978.

- Ваљадолид
  - Куп Краља: финалиста 1989.

- Љеида
  - Друга лига Шпаније (1): 1993.

- Индивидуалне награде
  - Трофеј Рикарда Заморе (Друга лига Шпаније): 1993.